# لويس دورانت
لويس دورانت (بالإنجليزية: Louis Durant)‏ هو مهندس أمريكي، ولد في 25 سبتمبر 1910، وتوفي في 13 فبراير 1972.